# Nina Gerhard
Nina Gerhard gebürtig Nina Gerhard-Roßberg (* 1974) ist eine deutsche Sängerin, Texterin, Komponistin und Sprecherin. Bekannt ist sie als Sängerin des Captain Hollywood Project.

## Leben und Wirken
Nina Gerhard studierte zunächst an der Stage & Musical-Schule in Frankfurt am Main. Sie war hiernach eine Zeit lang Sängerin beim Captain Hollywood Project und danach solo und in anderen Projekten als Sängerin tätig. Bis 1997 wirkte sie bei Albumveröffentlichungen mit. Heute arbeitet sie als Gesangslehrerin und Synchronsprecherin. Im Mai 1996 hatte sie in zwei Folgen der ARD-Soap „Verbotene Liebe“ einen Gastauftritt und spielte sich selbst, um ihre Songs Can’t Stop This Feeling, The Reason Is You und Let The Rain Fall Down On Me zu präsentieren.

## Diskografie

### Alben
- 1995: Dare!

### Singles
- 1994: The Reason Is You (Dare!)
- 1995: Until All Your Dreams Come True (Dare!)
- 1996: In Her Shoes (Dare!)
- 1996: Can’t Stop This Feeling (Dare!)
- 1997: Wanna Feel So Good

## Filmografie
- 1996: Verbotene Liebe

## Ausbildung
- 1990–1992 Stage Musicalschule in Frankfurt/Main (Gesang/Tanz/Theater)
- 1989–1995 Klassischer Gesang bei Kamen Todorov, Opernsänger/Staatstheater DA.